# Charles Sweeney
Pour les articles homonymes, voir Sweeney.
Charles W. Sweeney dit Chuck Sweeney, est un pilote américain né le 27 décembre 1919 à Lowell, Massachusetts, et décédé le 1er juillet 2004 à Boston.

## Biographie
Major dans l'US Army Air Forces durant la Seconde Guerre mondiale, il était aux commandes du bombardier B-29 Bockscar qui largua la deuxième bombe atomique offensive sur Nagasaki au Japon, le 9 août 1945. Il avait déjà participé au bombardement d'Hiroshima trois jours auparavant en pilotant le bombardier The Great Artiste qui prenait des mesures sur l'explosion.
Le 9 août 1945, Sweeney et son équipage se dirigent vers le Japon mais ils doivent se détourner de leur objectif initial, Kokura, à cause de conditions météorologiques défavorables. Les 22 kilotonnes produites par la bombe Fat Man, contre 15 pour celle qui ravagea Hiroshima trois jours auparavant, vont ravager la ville de Nagasaki. Le Japon capitulera officiellement le 2 septembre 1945.
Promu au rang de lieutenant colonel, Sweeney se chargea par la suite de l'entraînement des équipages de bombardiers. Son opinion demeura inchangée au sujet de l'utilisation de la bombe atomique au Japon, qu'il considérait comme un mal nécessaire. Il écrivit à ce sujet un livre War's End: An Eyewitness Account of America's Last Atomic Mission.
En 1956, Sweeney devient le plus jeune brigadier général de l'armée. Il part à la retraite en 1976. Sweeney est mort en 2004 à l'âge de 84 ans à Boston.